# MESM
MESM, siglas romanizadas  de, en ruso: Малая электронная счётная машина, romanizado: Málaya Elektrónnaya Schótnaya Mashina, en español «Pequeña Máquina Electrónica de Cálculo», fue la primera computadora programable soviética y la segunda de Europa continental, se adelantó Alemania Occidental con la computadora programable creada por Konrad Zuse en 1941. Fue desarrollada por un equipo de científicos soviético bajo la dirección de Serguéi Lébedev a partir del final del año 1948 en el Instituto de Electrónica y Técnica de Kiev, Unión Soviética. Tras pasar satisfactoriamente varias pruebas, el 25 de diciembre de 1951 se inició oficialmente su explotación.
Inicialmente, el trabajo sobre la MESM tenía únicamente los fines e intereses de investigación en el área de la construcción de las computadoras elementales. Pero tras las pruebas satisfactorias de su funcionamiento y ante una creciente necesidad de realizar todo tipo de cálculos (sobre todo en el área militar), se decide acabar el proyecto para poder usar la máquina como una herramienta para resolver los problemas reales.
La MESM se empleó para la resolución de problemas en muy diferentes campos de investigación como en la física nuclear de la mano de Yákov Zeldóvich, la construcción y diseño de cohetes y aviones deslizados por Mstislav Kéldysh, A. A. Dorodnitsin y Alekséi Liapunov, mecánica por G. N. Slavin, control estadístico de la calidad de B. V. Gnedenko o líneas de transporte de energía eléctrica a largas distancias realizados por el propio Lébedev.
El proyecto se desarrolló bajo una situación de escasez de recursos que fueron superados por el trabajo entusiasta del equipo de investigación.

## Historia de la MESM

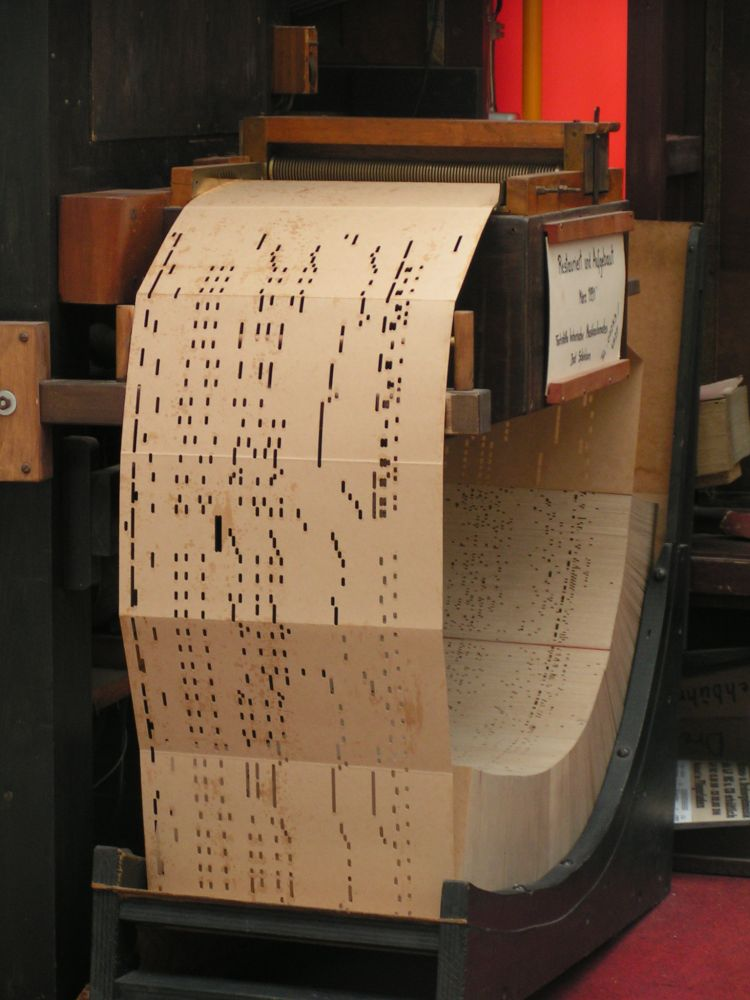
Tarjeta perforada

La necesidad de realizar muchísimas operaciones de cálculo en las diferentes áreas de investigación que se abrieron después del fin de la Segunda Guerra Mundial en la URSS hace que se planteen la necesidad de la construcción de alguna máquina destinada a esta función. Ya había algunas publicaciones e información sobre computadoras electrónicas.
Mijaíl Lavréntiev convence a Serguéi Lébedev para que ponga en práctica sus ideas sobre computación.
En otoño de 1948 comienzan estos trabajos, calificados de alto secreto, en el edificio parcialmente destruido del Monasterio y Catedral de San Pantaleón en Teofanía en Kiev, al cual se le bautizó como "Laboratorio de Simulación y Modificaciones". En 1948 el equipo contaba con 27 miembro de los cuales 12 eran ingenieros y científicos y 15 asistentes técnicos. Participan también los reconocidos expertos soviéticos, el físico A. A. Dorodnitsin y el matemático K. A. Semendiáyev.
Entre enero y marzo se desarrolla base teórica, para ello se realiza un seminario en el que intervienen, además de Lébedev los académicos M. A. Lavrentev, B. V. Gnedenko, A. Y. Ishlinskiy, A. A. Kharkevich. A fines de 1949, se había concluido con todos los cálculos de diseño y la estructura básica de la computadora había sido definida.
El 6 de noviembre de 1950 se realiza la prueba práctica de MESM ejecutándose la operación Y + Y = 0;Y(0) = 0;Y(π) = 0.
A partir de 1949 se comienza desarrollar la programación que queda en manos de Y. Y. Basilevskiy del Bureau de Diseño Especial-2457 .
Las otras máquinas similares que había entonces en el mundo eran la SSEM de Frederick Williams y Tom Kilburn y la EDSAC (Electronic Delay Storage Automatic Calculator) de Maurice Wilkes, ambas realizadas en el Reino Unido. Estas máquinas teniente una UAL (Unidad Aritmético Lógica) secuencial mientras que la MESM la tenía en paralelo. inicio del
concepto de “computación en paralelo”, el cual él desarrolló exitosamente hasta el fin de su vida, y que sus seguidores lo continuaron perfeccionando prácticamente hasta nuestros días.
A finales de 1951 la Academia de Ciencias de la URSS aprueba una recomendación oficial para su operación regular. Entrando en operación regular al año siguiente.
Hitos en la construcción de la MESM
- A finales de 1949, se diseña la arquitectura de la MESM y se determinan los esquemas de funcionamiento de sus bloques.

- En 1950, la máquina ha sido montada en un edificio de 2 plantas de un antiguo monasterio de Feofaniya (alrededores de Kiev).

- El 6 de noviembre de 1950 se ha hecho la primera prueba de la máquina ejecutando en ella la operación Y + Y = 0;Y(0) = 0;Y(π) = 0.

- El 4 de enero de 1951, se han realizado las operaciones de suma de una sucesión de los números impares del factorial de un número y elevación a la potencia.

- 25 de diciembre de 1951, se ha iniciado la explotación normal y regular de la máquina.

## Características de la MESM
La MESM estaba basada en los principios de John von Neumann, por los cuales un ordenador consta de cuatro elementos principales interconectados: Unidad de Control, Unidad Aritmética-Lógica, Unidad de Memoria y Unidad de Entrada/Salida (periféricos). Aunque los ingenieros soviéticos los desarrollaron de forma independiente. Uno de los colaboradores comentó 

... nos enteramos de los principios de John von Neumann en la década de 1950, cuando los primeros artículos (técnicos) fueron publicados.

Tanto el programa y los datos son almacenados en memoria y se utiliza el sistema binario para codificar instrucciones y números.
La MESM fue el primer ordenador de la URSS que podía cargar un programa en memoria y el primero del mundo en funcionar en paralelo. Usaba aritmética de punto fijo y una palabra de 16 bits más uno para el signo. El formato de la instrucción era de 3 direcciones.
Usaba unas 6.000 válvulas electrónicas, de ellas 2.500 eran triodos y 1.500 diodos. Consumía 25 kW, sin tener en cuenta la refrigeración (tuvieron que desmontar el techo de las estancias para facilitar la refrigeración del equipo). Utilizaba tarjetas y cintas perforadas para la ingesta de datos y podía usar una memoria de tambor magnético.
Características
- Una máquina aritmética: universal, de acción paralela, basado en los biestables simples.
- Representación de los números: binario, en coma fija, con 16 bits para la base y un bit para indicar el signo.
- Memoria operativa: basada en los biestables, para los datos-31 dígito, para los comando-63 dígitos.
- Memoria permanente: para los datos-31 dígito, para los comando-63 dígitos.
- Velocidad de procesamiento: c (el tiempo de un ciclo completo es de unos 17,6 ms, la operación de división se realiza en un intervalo de 17,6 a 20,8 ms).
- Sistema de los comandos: tridireccional, con 20 dígitos para el comando, los 4 primeros dígitos indican el código de la operación, los 5 siguientes la dirección del primer operando, los 6 siguientes la del segundo operando, los 5 restantes la dirección de almacenamiento del resultado de la operación.
- Operaciones disponibles: suma, resta, producto, división, desplazamiento, comparación teniendo en cuenta el signo, comparación por el valor absoluto, redireccionamiento, Transmisión de los números desde una bobina magnética, Suma de los comandos, Parada.
- Válvulas termoiónicas: unas 6000 (apox. 3500 triodos y unos 2500 diodos)
- Superficie ocupada: unos 60 m²
- Potencia consumida: unos 25 kW
- La lectura de los datos se realizaba por medio de las tarjetas perforadas, también se podía utilizar una bobina magnética cuya capacidad de almacenamiento era de unos 5.000 comandos o números.
- La salida de los datos se realizaba por medio de un dispositivo de imprenta electromecánico o mediante un dispositivo fotográfico sobre una cinta fotográfica.

## Ordenadores soviéticos
Ordenadores soviéticos
| Ordenador     | Año       | Características técnicas                                                                                                |
| ------------- | --------- | --- |

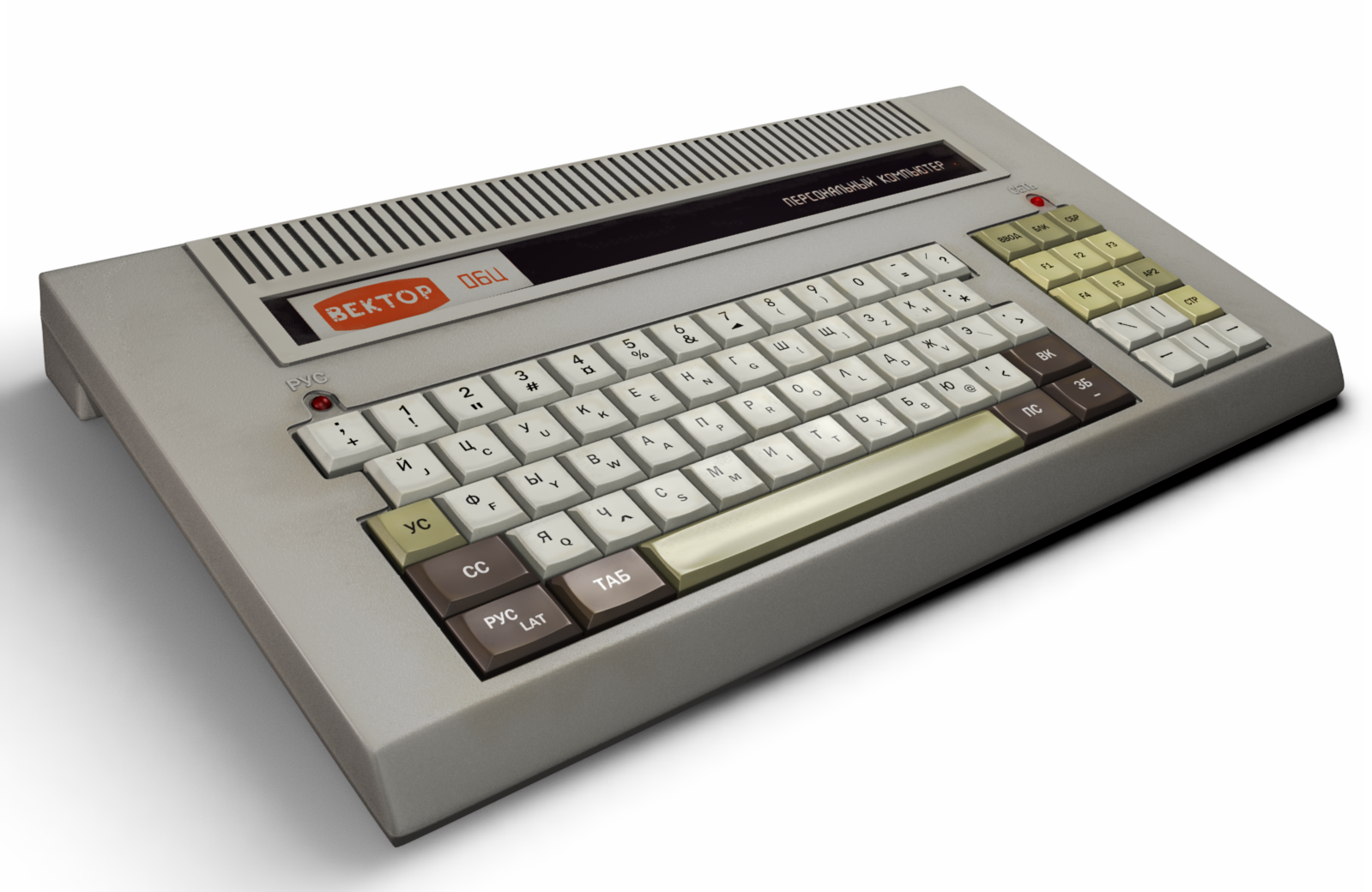
Vector-06C

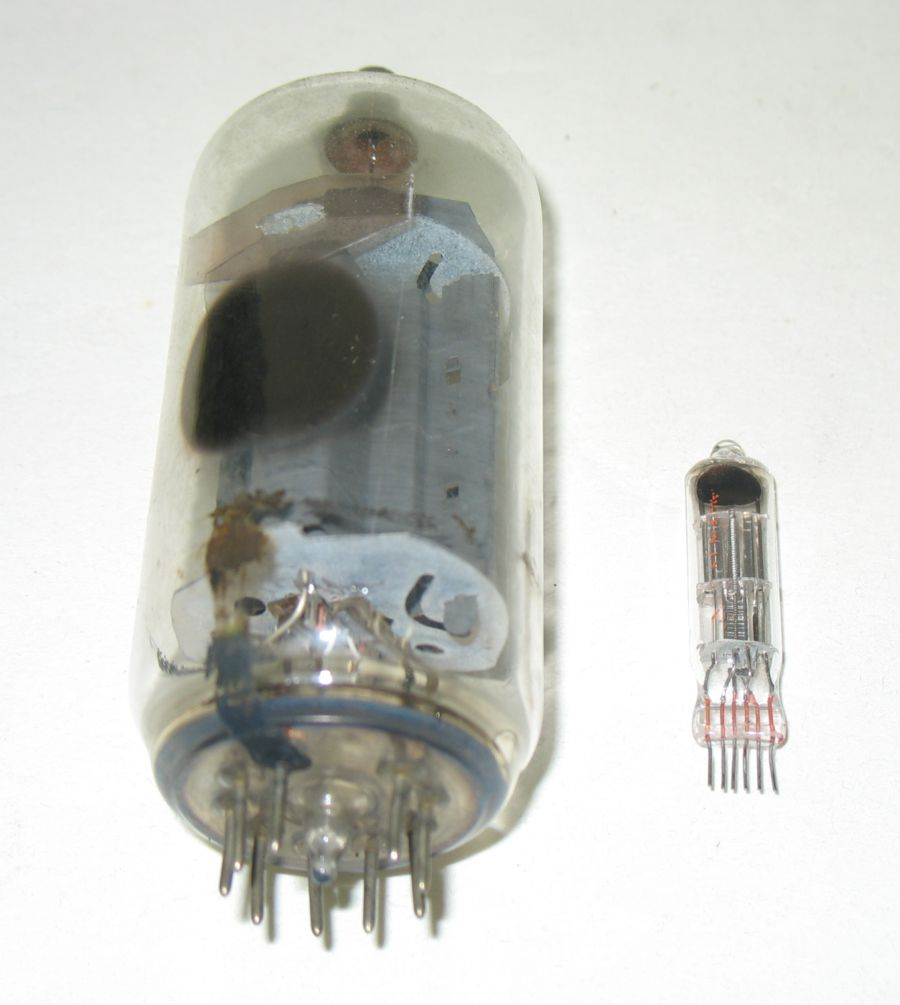
Válvula termoiónica

| MESM          | 1950      | Potencia consumida: 25 kW, 6000 Válvulas termoiónicas 3000 operaciones por m, Superficie ocupada: 60m²                  |
| STRELA        | 1953–1956 | 2000 operaciones por segundo, 6200 Válvulas termoiónicas:,                                                              |
| M-20          | 1955–1958 | 20.000 operaciones por segundo, 1.600 Válvulas termoiónicas:, 60 000 diodos semiconductores                             |
| Ural          | 1959–1964 | 12.000 Operaciones de coma flotante por segundo                                                                         |
| Micro-80      | 1983      | Procesador: К580ИК80А, 1500 operaciones por s, longitud de palabra de 8 bits                                            |
| Radio-86RK    | 1986      | Procesador: К580ИК80 1,78 MHz, Basic y Ensamblador como lenguajes principales, DRAM К565РУ3 de 16 KB                    |
| Specialist    | 1985      | Procesador: КР580ИК80А 2,0 MHz, DRAM К565РУ3 de 32 KB, Sistema gráfico de resolución 384 × 256, Potencia consumida:10 W |
| UT-88         | 1989      | Procesador: КР580ВМ80А, RAM-64KB, Modo gráfico a 64×28 px. teclado de 59 teclas,                                        |
| Orion-128     | 1990      | Procesador: КР580ВМ80А 2б5 MHz, 300 000 operaciones/s RAM-128KB, Modo gráfico a 384 × 256px, Teclado de 67 teclas.      |
| Vector-Turbo+ | 1987      | Procesador: Z80 de versiones 3,6 y 12 MHz, RAM-1-2 MB Modo gráfico a 1024×256px, integrado dispositivo de sonido.       |